# Baggårdsbryggeriet
Baggårdsbryggeriet var et dansk mikrobryggeri i Holsterbro.
Bryggeriet blev oprettet i 2004, og den første øl, juleportereren JuleFabel, blev lanceret 12. november samme år. Bryggeriet gik i betalingsstandsning 15. marts 2007, men oplevede en kort genoplivning i 2008-2009, hvorefter bryggeriet igen måtte lukke.
En del af bryggeriets sortiment overtoges af Nibe Bryghus, som bl.a. udsendte JuleFabel i 2009.